# Aurelio Cestari
Aurelio Cestari (Saletto di Breda di Piave, Província de Treviso, 16 de juny de 1934) és un ciclista italià, ja retirat, que fou professional entre 1957 i 1963.
El 1956, com a ciclista amateur, va prendre part en els Jocs Olímpics d'Estiu de Melbourne, on disputà dues proves del programa de ciclisme. Destaca la quarta posició aconseguida en la prova per equips. Com a professional destaca la victòria al Giro dels Apenins de 1957.

## Palmarès
- 1956
  - 1r al Gran Premi della Liberazione
  - 1r a la Volta a Eslovàquia i vencedor d'una etapa
  - 1r a la Coppa Bologna
- 1957
  - 1r al Giro dels Apenins
- 1960
  - Vencedor d'una etapa al Giro de Sicília
- 1961
  - Vencedor de 2 etapes a la Volta a Portugal

### Resultats al Giro d'Itàlia
- 1957. 36è de la classificació general
- 1959. 32è de la classificació general
- 1960. 23è de la classificació general
- 1961. Abandona
- 1962. Abandona (14a etapa)

### Resultats al Tour de França
- 1959. 38è de la classificació general
- 1962. 41è de la classificació general